# Hemerobius micans
Hemerobius micans là một loài côn trùng trong họ Hemerobiidae thuộc bộ Neuroptera. Loài này được Olivier miêu tả năm 1792.